# Poeciliopsis baenschi
Poeciliopsis baenschi är en fiskart som beskrevs av Meyer, Radda, Riehl och Feichtinger, 1986. Poeciliopsis baenschi ingår i släktet Poeciliopsis och familjen Poeciliidae. Inga underarter finns listade i Catalogue of Life.